# سام تاونسند
سام تاونسند (بالإنجليزية: Sam Townsend)‏ هو مجدف بريطاني، ولد في 26 نوفمبر 1985 في ريدنغ في المملكة المتحدة.

## وصلات خارجية
- سام تاونسند على موقع الاتحاد الدولي للتجديف (الإنجليزية)
- سام تاونسند على موقع اللجنة الأولمبية الدولية (الإنجليزية)
- سام تاونسند على موقع أوليمبيديا (الإنجليزية)
- سام تاونسند على موقع اللجنة الأولمبية البريطانية (الإنجليزية)